# Franz Bley

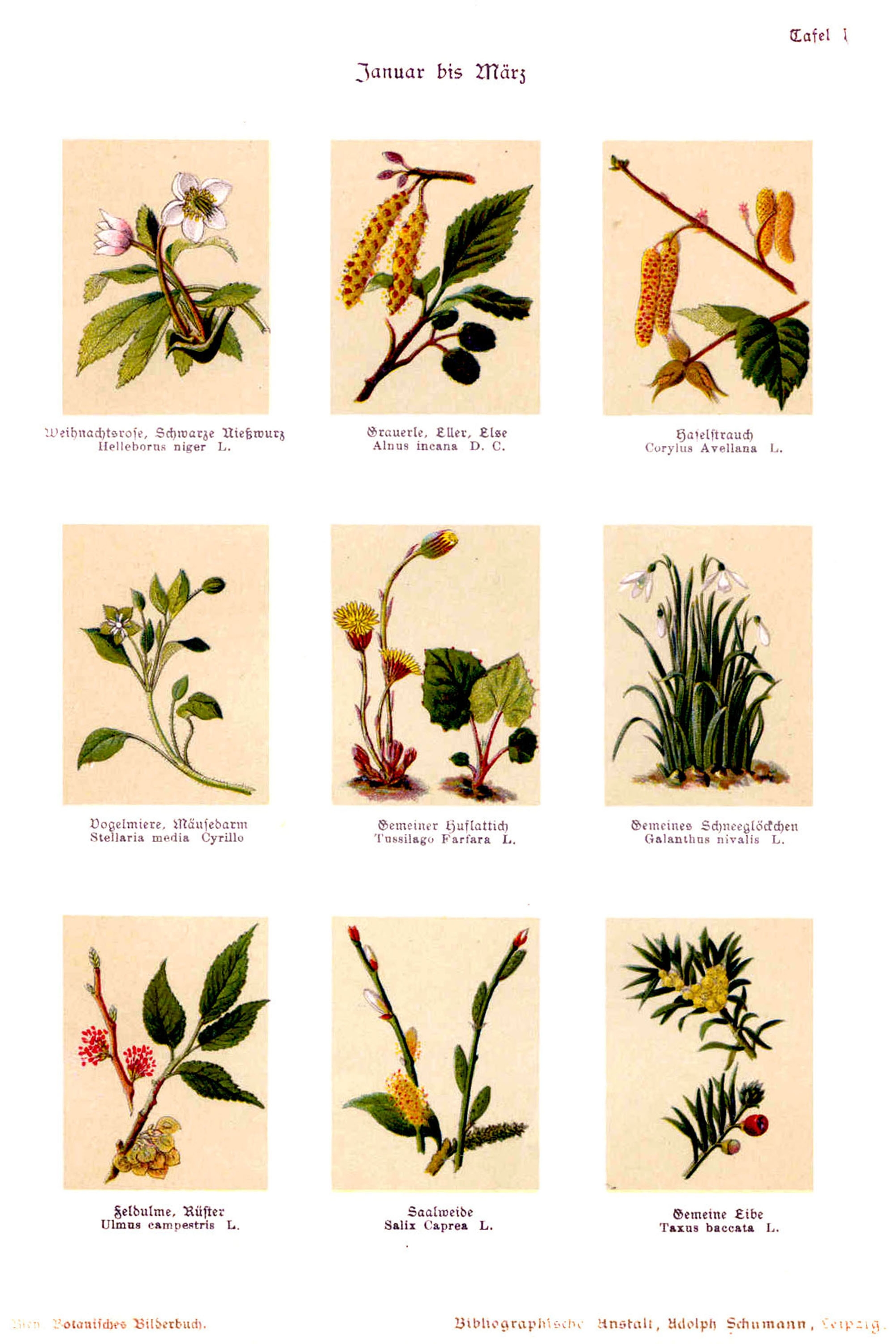
Jedna z desek „Botanisches Bilderbuch für Jung und Alt“

Franz Bley byl německý botanik a ilustrátor, známý především díky dvousvazkové knize Botanisches Bilderbuch für Jung und Alt, kterou v letech 1897-1898 vydali Adolph Schumann v Lipsku a Gustav Schmidt v Berlíně.
Každý svazek obsahuje 24 desek s devíti rostlinnými druhy na každé z nich. Chromolitografie akvarelů od Franze Bleyho jsou sice rozměrově malé, ale přesné a pečlivě kolorované, takže poskytují přesnou představu o rostlině. Kniha obsahuje také několik běžnějších druhů hub. Popisný text, psaný gotickým písmem, je dílem Hermanna Berdrowa, plodného berlínského autora.